# Dembī Dolo
Dembī Dolo är en ort i Etiopien.   Den ligger i regionen Oromia, i den västra delen av landet, 400 km väster om huvudstaden Addis Abeba. Dembī Dolo ligger 1 847 meter över havet och antalet invånare är 26 748.
Terrängen runt Dembī Dolo är huvudsakligen kuperad, men den allra närmaste omgivningen är platt. Runt Dembī Dolo är det ganska tätbefolkat, med 120 invånare per kvadratkilometer. Det finns inga andra samhällen i närheten. I omgivningarna runt Dembī Dolo växer huvudsakligen savannskog.